# Бузелис, Матас
Матас Арвидас Бузелис (лит. Matas Arvidas Buzelis; род. 13 октября 2004, Чикаго, Иллинойс) — литовский и американский баскетболист клуба НБА «Чикаго Буллз».

## Ранние годы
Бузелис вырос в Хинсдейле, штат Иллинойс. Оба его родителя профессионально играли в баскетбол в Литве, прежде чем иммигрировали в США и поселились в районе Чикаго. В детстве Бузелис посещал школу гимнастики вместе со своим братом и сестрой. Позже в той же школе он занимался плаванием и показал лучшие результаты среди пловцов брассом в возрасте до 10 и до 12 лет в штате Иллинойс.
Бузелис посещал среднюю школу Говер, а в старших классах Бузелис посещал среднюю школу Хинсдейл Центр и играл в их команде второго курса в качестве первокурсника. Он перевёлся в Брюстер Академи, школу-интернат в Вулфборо, штат Нью-Гэмпшир, в середине начала первого семестра своего второго года обучения после того, как баскетбольный сезон Хинсдейл Центр был отложен из-за проблем, связанных с пандемией COVID-19. Будучи юниором, Бузелис был назван игроком года по версии Gatorade в Нью-Гэмпшире, набирая в среднем 11,4 очка, 5,9 подбора, 2,1 передачи, 1,3 блока и 1,2 перехвата за игру. Он также был выбран для игры за сборную мира на Nike Hoops Summit 2022 года.
Бузелис перевёлся в Христианскую академию Санрайз в Бель-Эйре, штат Канзас, перед началом последнего года обучения. В последний год обучения он набирал в среднем 15,7 очков и делал 5,6 подборов за игру, реализуя 54 процента бросков с игры, 42,4 процента трехочковых и 80 процентов штрафных бросков.
Бузелис был выбран для участия в матче McDonald's All-American 2023 года. Он также принял участие в лагере «Баскетбол без границ» во время Матча всех звезд НБА 2023 года и был назван MVP лагеря.

## Профессиональная карьера

### «Джи-Лига НБА Игнайт»
31 мая 2023 года Бузелис официально подписал контракт с «Джи-Лига НБА Игнайт». В сезоне 2023/2024 Бузелис в среднем набирал 14,1 очка, 6,6 подборов и 1,9 результативных передач за игру.

### «Чикаго Буллз» (2024—настоящее время)
На драфте НБА 2024 года Бузелис был выбран под одиннадцатым номером командой «Чикаго Буллз». Сообщается, что Бузелис пробился в пятерку лучших в процессе предварительного драфта, поскольку команды интересовались его размерами и чувством игры. Его рассматривал «Детройт Пистонс», который взял его товарища по команде «Игнайт» Рона Холланда Другие команды отказались от Бузелиса, отправив его в команду из родного города. 2 июля 2024 года подписал контракт новичка с «Буллз».
Бузелис дебютировал в НБА 23 октября 2024 года в проигрышном матче против «Нью-Орлеан Пеликанс» (111:123). 20 января Бузелис принял участие в конкурсе бросков сверху НБА во время Матча всех звезд 2025 года, став первым литовским игроком, сделавшим это. Он также стал первым игроком «Чикаго Буллз», принявшим участие в конкурсе после Тайруса Томаса в 2007 году. 4 февраля Бузелис набрал рекордные в карьере 24 очка, реализовав 10 из 10 бросков с игры в победной игре против «Майами Хит» (133:124). 22 марта он набрал 31 очко в победе над «Лос-Анджелес Лейкерс» со счетом 146:115. 29 марта Бузелис набрал 28 очков, взял 9 подборов и отдал 6 передач в матче против «Даллас Маверикс» и стал третьим новичком «Буллз», которому удалось добиться такой игровой статистики. Двое других - Майкл Джордан и Чарльз Окли.

## Карьера за сборную
21 июля 2022 года Бузелис принял решение выступать за национальную сборную Литвы на международных соревнованиях. Позднее в том же году Литовская федерация баскетбола зарегистрировала Бузелиса в системе ФИБА в качестве члена сборной Литвы.

## Личная жизнь
Дедушка Бузелиса по материнской линии, Арвидас Янкаускас, бывший баскетболист и тренер, а его дед по отцовской линии, Пятрас Бузелис, также бывший баскетболист, дебютировавший в составе «Жальгириса» в 19 лет, позже ставший капитаном клуба и выигравший шесть титулов чемпиона Литвы и три бронзовые медали Высшей баскетбольной лиги СССР. Одна из бабушек Бузелиса, Елена Бузелиене, является величайшей литовской гандболисткой всех времен, выигравшей два Кубка европейских чемпионов.
Мать Бузелиса, Кристина Янкаускайте, играла за молодёжные сборные Литвы по баскетболу и была одной из самых перспективных баскетболисток своего поколения. Отец Бузелиса, Айдас Бузелис, бывший баскетболист, выступавший за несколько клубов Литовской баскетбольной лиги, а также работавший массажистом в мужской сборной Литвы по баскетболу.
Бузелис свободно владеет литовским и английским языками.

## Статистика

### Статистика в Джи-Лиге
| Сезон                                                                                    | Команда             | Регулярный сезон | Регулярный сезон | Регулярный сезон | Регулярный сезон | Регулярный сезон | Регулярный сезон | Регулярный сезон | Регулярный сезон | Регулярный сезон | Регулярный сезон | Регулярный сезон | Серия плей-офф | Серия плей-офф | Серия плей-офф | Серия плей-офф | Серия плей-офф | Серия плей-офф | Серия плей-офф | Серия плей-офф | Серия плей-офф | Серия плей-офф | Серия плей-офф |
| Сезон                                                                                    | Команда             | GP               | GS               | MPG              | FG%              | 3P%              | FT%              | RPG              | APG              | SPG              | BPG              | PPG              | GP             | GS             | MPG            | FG%            | 3P%            | FT%            | RPG            | APG            | SPG            | BPG            | PPG            |
| ---------------------------------------------------------------------------------------- | ------------------- | ---------------- | ---------------- | ---------------- | ---------------- | ---------------- | ---------------- | ---------------- | ---------------- | ---------------- | ---------------- | ---------------- | -------------- | -------------- | -------------- | -------------- | -------------- | -------------- | -------------- | -------------- | -------------- | -------------- | -------------- |
| 2023/24                                                                                  | Джи-Лига НБА Игнайт | 26               | 26               | 32,0             | 44,8             | 27,3             | 67,9             | 6,9              | 2,0              | 0,8              | 2,1              | 14,3             | Не участвовал  | Не участвовал  | Не участвовал  | Не участвовал  | Не участвовал  | Не участвовал  | Не участвовал  | Не участвовал  | Не участвовал  | Не участвовал  | Не участвовал  |
|                                                                                          | Всего               | 26               | 26               | 32,0             | 44,8             | 27,3             | 67,9             | 6,9              | 2,0              | 0,8              | 2,1              | 14,3             | Не участвовал  | Не участвовал  | Не участвовал  | Не участвовал  | Не участвовал  | Не участвовал  | Не участвовал  | Не участвовал  | Не участвовал  | Не участвовал  | Не участвовал  |
| Наведите курсор мыши на аббревиатуры в заголовке таблицы, чтобы прочесть их расшифровку. |                     |                  |                  |                  |                  |                  |                  |                  |                  |                  |                  |                  |                |                |                |                |                |                |                |                |                |                |                |